# Hoplocorypha lacualis
Hoplocorypha lacualis es una especie de mantis de la familia Thespidae.

## Distribución geográfica
Se encuentra en el Congo, Somalia y Tanzania.